# Karol Tomášek
Karol Tomášek (15. června 1920 – 31. května 1977) byl ředitel strojíren v Dubnici nad Váhom, slovenský a československý politik Komunistické strany Slovenska a poúnorový poslanec Národního shromáždění ČSR, který byl v roce 1956 odstaven z veřejných funkcí.

## Biografie
V letech 1948-1954 zasedal v Slovenské národní radě. V letech 1949-1952 pracoval jako zámečník a byl předsedou závodního výboru v podniku Škoda Dubnica nad Váhom. Zde také zastával post předsedy oblastního výboru KSS. V letech 1953-1955 byl ředitelem podniku Škoda Dubnica nad Váhom (nyní přejmenovaného na Závody J. Vorošilova). Podílel se na rozvoji závodu a inicioval vznik Střední průmyslové školy v Dubnici nad Váhom.
V letech 1948-1954 se uvádí jako náhradník či člen Ústředního výboru Komunistické strany Slovenska. 9. sjezd KSČ ho také zvolil za člena Ústředního výboru Komunistické strany Československa. Ve funkci ho potvrdil 10. sjezd KSČ.
Ve volbách roku 1954 byl zvolen za KSS do Národního shromáždění ve volebním obvodu Ilava. V parlamentu setrval do února 1956, kdy rezignoval a nahradil ho Herbert Ďurkovič. Jeho kariéra skončila roku 1956, kdy přišel nejen o post poslance, ale byl 7. února 1956 i zbaven funkce v ÚV KSČ.
Během pražského jara v roce 1968 zvolil Mimořádný sjezd KSS roku 1968 krátce po invazi vojsk Varšavské smlouvy do Československa jistého Karola Tomáška členem Ústřední kontrolní a revizní komise ÚV KSS.